# Гомм, Уильям
Уильям Мэйнард Гомм (англ. William Maynard Gomm; 10 ноября 1784, Барбадос, Вест-Индия — 15 марта 1875, Брайтон, Суссекс) — британский военный и государственный деятель. После участия в англо-русском вторжении в Голландию, он участвовал в большинстве сражений наполеоновских войн. Во времена 100 дней он принял участие в битве при Катр-Бра и при Ватерлоо. Командующий войсками на Ямайке, губернатор Британского Маврикия с 21 ноября 1842 года по 5 мая 1849 года, Верховный Главнокомандующий Индии с декабря 1851 года по январь 1856 года, фельдмаршал Великобритании с 1 января 1868 года. В отставке — констебль Тауэра в Лондоне.

## Биография

### Происхождение и юность
Уильям Мэйнард Гомм родился в семье подполковника Уильяма Гомма (убит в апреле 1794 года при атаке на Гваделупу) и Мэри Аллейн Гомм (урождённой Мэйнард). Его дедом был Уильям Гомм, крупнейший купец «Russia Company» — английской фактории, контролировавшей значительную часть внешнеторгового оборота Петербурга. Как гласит «Ведомость о составе купцов и их торговых оборотах», с 1764 года он был первым купцом по объёму импорта, а с 1765 года являлся придворным банкиром Екатерины II.
24 мая 1794 года девятилетний Уильям в знак признания заслуг отца был зачислен в 9 пехотный полк. 14 апреля 1795 года был произведён в лейтенанты, и продолжил дневное обучение в частной школе в Вулвиче.

### Военная карьера
В 1799 году Гомм присоединился к своему полку и был направлен в Нидерланды, где воевал под командованием герцога Йоркского и Олбани в битве у Бергена в сентябре 1799 года и в битве при Алкмаре в октябре 1799 года, во время англо-русского вторжения в Голландию. Гомм также принял участие в экспедиции сэра Джеймса Пултини к Ферролю в Испании в августе 1800 года. 19 июля 1803 года он был произведён в капитаны, а позже присоединился к старшему отделу Королевской военной академии в Хай-Уикоме. Служил помощником генерал-квартирмейстера у Уильяма Кэткарта при бомбардировке Копенгагене в августе 1807 года.
Гомм присоединился к армии Артура Веллингтона, снова став помощником генерал-квартирмейстера, и участвовал в битве при Ролисе и при Вимейру в августе 1808 года во время пиренейских войн. После конвенции Синтра, Гомм вернулся в Португалию и служил под началом Джона Мура в битве при Ла-Корунье в январе 1809 года. Гомм служил также под командованием Джона Питта, графа Чатэма, во время катастрофической голландской кампании осени 1809 года.
В марте 1810 года Гомм вернулся в Португалию, и как штабной офицер, участвовал в битве при Буссако в сентябре 1810 года и в битве при Фуэнтес-де-Оньоро в мае 1811 года, до произведения в майоры 10 октября 1811 года. Гомм участвовал в осаде Сьюдад-Родриго в январе 1812 года, блокаде Бадахоса в апреле 1812 года (был ранен) и в битве при Саламанке в июле 1812 года, до произведения в подполковники 17 августа 1812 года. После этого он принял участие в осаде Бургоса в сентябре 1812 года, битве при Витории в июне 1813 года, осаде Сан-Себастьяна в июле 1813 года, а также в битве Нивелле в ноябре 1813 года и битвы на Ниве в декабре 1813 года (где был снова ранен). После возвращения в Англию, он был переведён в Колдстримскую гвардию 25 июля 1814 года и 2 января 1815 года стал рыцарем-командором ордена Бани.
Во времена 100 дней, в качестве штатного офицера 5-й дивизии, Гомм принял участие в битве при Катр-Бра и в битве при Ватерлоо в июне 1815 года. 8 октября 1815 года он был награждён российским орденом Святой Анны 2-й степени.
16 мая 1829 года Гомм был произведён в полковники, 10 января 1837 года — в генерал-майоры. В 1839 году назначен на пост командующего войсками на Ямайке. Во время службы, он заметил, что жёлтая лихорадка, являющаяся одной из основных причин смерти британских военнослужащих, менее распространена в горах и поэтому он распорядился построить новые казармы в горной местности в Ньюкасле.

### Губернатор Маврикия
В 1842 году Гомм был удостоен звания почётного доктора юридических наук Кембриджского университета. До 1842 года Гомм был генерал-командующим Северного округа Великобритании, а в июне 1842 года был назначен губернатором Британского Маврикия. 9 ноября 1846 года был произведён в генерал-лейтенанты.

#### «Отец» первых марок Маврикия

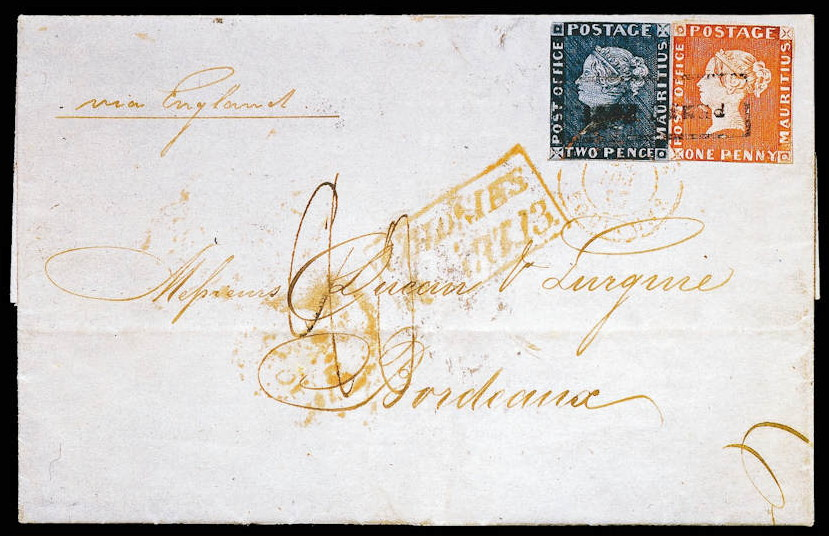
Конверт с двумя «маврикиями», посланный Элизабет Гомм в Бордо

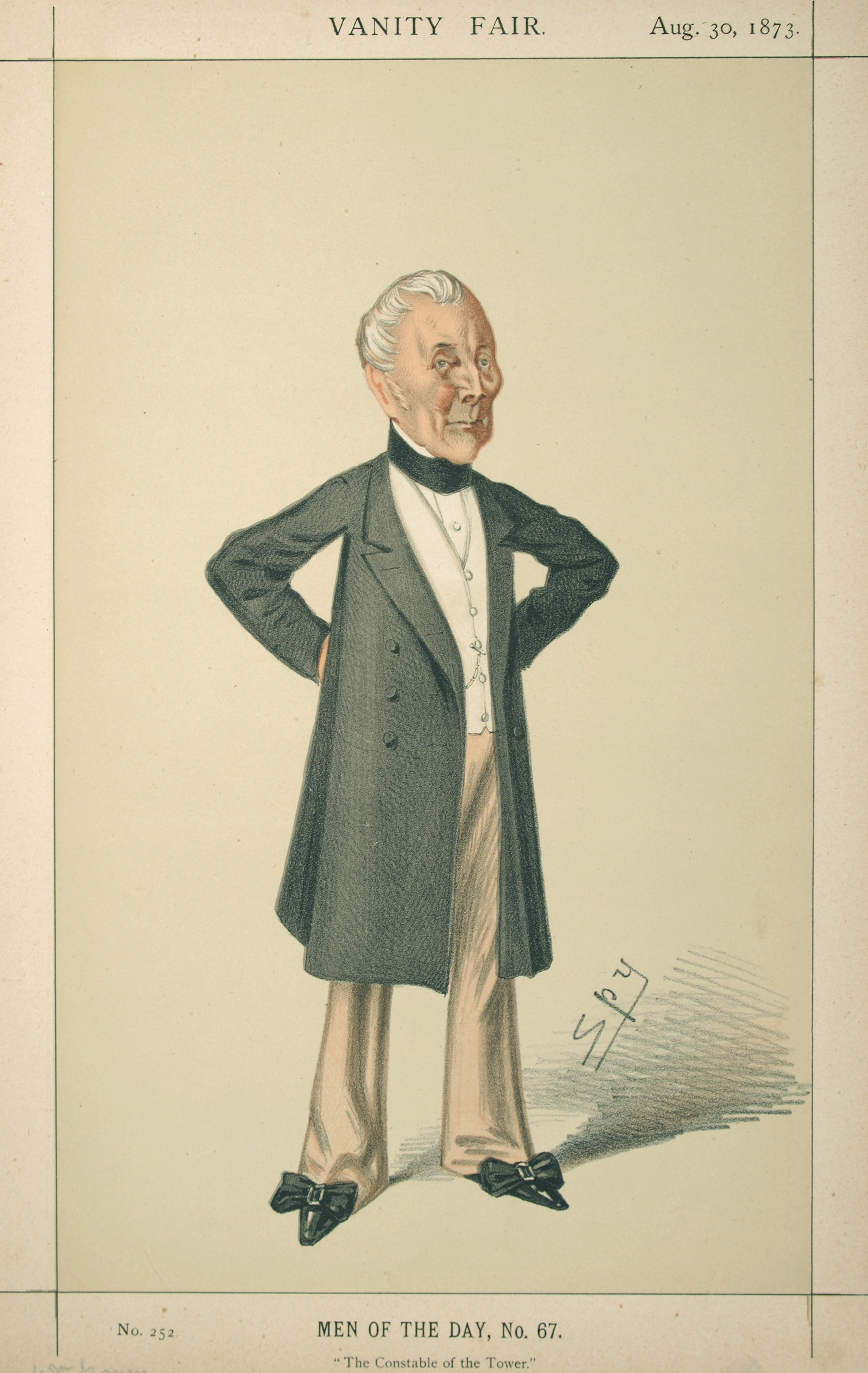
Карикатура на Гомма, журнал «Vanity Fair», 1873 год

В 1846 году Уильям Гомм издал указ № 13 о перевозке и оплате почтовых отправлений. По примеру Великобритании, на Британском Маврикие было решено выпустить свои почтовые марки. Пока шли переговоры об их изготовлении, было решено выпустить первый выпуск самостоятельно. Работы была поручена граверу местной газеты Джозефу Осмонду Барнарду. Около года он работал над печатной пластиной, и выгравировал на макетах марок профиль королевы Виктории и знаменитую теперь надпись «Post office» («Почтовое отделение»), вместо «Post Paid» («Почтовый сбор оплачен»). Работа была закончена, тираж напечатан и в сентябре 1847 года марки поступили на почтамт. Обе марки в 1 и 2 пенса имели тираж по 500 экземпляров. В 1848 году Барнард также выполнил заказ на марки с надписью «Post paid».
Гомм издал указ, запрещавший с 15 июля 1847 года использование французского языка в судопроизводстве. 14 июля, возвращаясь с приема, супруга губернатора Элизабет Гомм была окружена возмущённой толпой, требовавшей отмены этого решения. Страсти накалились до такого предела, что пришлось вызывать солдат. Была создана, специальная комиссия, которая с большим трудом урегулировала этот конфликт. Для того, чтобы продемонстрировать окончательное примирение сторон на 30 сентября был назначен большой костюмированный бал в резиденции губернатора. Элизабет наклеивала марки на пригласительные письма, которые рассылала 21 сентября 1847 года всем влиятельным лицам. Эта дата и считается датой выхода в свет знаменитых марок — розового и голубого «маврикиев». В 1912 году пластина, с которой печатались марки была найдена в бумагах Уильяма Гомма.

### Последние посты и смерть
Летом 1849 года Гомм был отправлен в Индию, для принятия поста верховного главнокомандующего. Только прибыв на место службы, он обнаружил, что его назначение было отменено в пользу сэра Чарльза Напьера. В сентябре 1850 года Гомм стал главнокомандующим Бомбейской армии в чине генерала, но после отставки Напьера, Гомм всё-таки стал главнокомандующим Индии в декабре 1851 года. На своей должности, Гомм ввёл квалификационные экзамены для сотрудников.
20 июня 1854 года произведён в генералы, и с 1856 года отошёл от активной службы. 21 июня 1859 года стал рыцарем Большого креста ордена Бани. 1 января 1868 года Гомму присвоено высшее армейское звание Великобритании — фельдмаршал. В октябре 1872 года стал констеблем Тауэра, и служил в качестве почётным полковником 13-го пехотного полка.
Уильям Мэйнард Гомм умер 15 марта 1875 года в Брайтоне, графство Суссекс. Был похоронен в Церкви Христовой в Ротерхите. Его вдова выделила 15 тысяч фунтов стерлингов на учреждение и выплату стипендий его имени колледжу Кебл Оксфордского университета.

### Семья
В 1817 году женился на Софие Пенн, дочери Уильяма Пенна. В 1830 году женился во второй раз на Элизабет Энн Керр (1807—1877), дочери генерал-майора лорда Роберта Керра. Ни в одном браке у него не было детей.